# ヘルレイザー ヘルワールド
『ヘルレイザー ヘルワールド』（Hellraiser: Hellworld）は、2005年に製作されたアメリカのホラー映画である。ヘルレイザーシリーズの第8作にあたる。

## ストーリー
ネットゲーム「ヘルワールド」に夢中になった6人の若者たち。だが、そのうちのひとり、アダムが自殺したことにより関係がギクシャクするようになる。それから2年、彼らは「ヘルワールド」秘密パーティの招待状を手にする。会場となった館に赴いた彼らを、パーティのホストが迎える。賑やかなパーティと、「ヘルワールド」関係のレアグッズで興奮する彼らに、楽しむように言ってホストは姿を消す。だが、それから彼らには、「ヘルワールド」が現実になったかのような体験が待っていた。

## キャスト
- ランス・ヘンリクセン：パーティのホスト
- キャサリン・ウィニック：チェルシー
- クリストファー・ジャコー：ジェイク
- カリー・ペイトン：デリック
- ヘンリー・カヴィル：マイク
- アンナ・トルプット：アリソン
- ステリアン・ユリアン：アダム
- ダグ・ブラッドレイ：ピンヘッド（英語版）